# Первомайское (Симферопольский район)
Первома́йское (до 1927 года Бейтаны́ш; укр. Первомайське, крымскотат. Biy Tanış, Бий Таныш) — село в Симферопольском районе Республики Крым, центр Первомайского сельского поселения (согласно административно-территориальному делению Украины — Первомайского сельского совета Автономной Республики Крым).

## Население
| 2001 | 2014  |
| ---- | ----- |
| 2204 | ↗2247 |

### Динамика численности
| - 1889 год — 83 чел. - 1915 год — /11 чел. - 1926 год — 108 чел. - 1974 год — 1806 чел. | - 2001 год — 2204 чел. - 2009 год — 2062 чел. - 2014 год — 2247 чел. |

## Современное состояние
В селе 30 улиц и 1 переулок, площадь, занимаемая селом, 240,9 гектаров, на которой в 706 дворах, по данным сельсовета на 2009 год, числилось 2062 жителя, имеется муниципальное бюджетное общеобразовательное учреждение
«Первомайская школа», крупный винзавод, действует церковь иконы Божией Матери «Бахчисарайская», работает магазин Крымпотребсоюза.

## География
Расположено в центральной части района, примерно в 20 километрах (по шоссе) севернее Симферополя, в полукилометре восточнее шоссе 35А-002 граница с Украиной — Симферополь — Ялта (по украинской классификации М-18 Харьков — Симферополь), в низовьях долины речки Чуюнчи, правого притока Салгира, высота центра села над уровнем моря — 134 м. Соседние сёла: с юга, выше по долине, вплотную примыкает Чайкино, в 0,5 км к западу пгт Гвардейское и к северо-западу — Красная Зорька, в 2,5 километрах на северо-восток — Красное.

## История
В Крымском ханстве деревня Бийтаныш (записано, как Битанеш) административно входила в Чоюнчинский Бешпаре кадылык Акмечетского каймаканства, что записано в Камеральном Описании Крыма 1784 года Затем, видимо, вследствие эмиграции крымских татар в Турцию, последовавшую вслед за присоединением Крыма к России 8 февраля 1784 года, деревня опустела и в Ведомости о всех селениях в Симферопольском уезде состоящих с показанием в которой волости сколько числом дворов и душ… от 9 октября 1805 года Бийтаныш не записан, а на карте 1817 года обозначен, как пустующий.
На карте 1836 года в деревне 15 дворов, а на карте 1842 года Бийтаныш обозначен условным знаком «малая деревня», то есть, менее 5 дворов. В «Списке населённых мест Таврической губернии по сведениям 1864 года», составленном по результатам VIII ревизии 1864 года, деревня не записана, а на трёхверстовой карте 1865—1876 года в деревне Бийтаныш уже 6 дворов.
В «Памятной книге Таврической губернии 1889 года», по результатам Х ревизии 1887 года, записан Бийтаныш, как ещё не приписанный к Сарабузской волости, (такая процедура применялась к вновь образованным поселениям) с 17 дворами и 83 жителями.
После земской реформы 1890 года, Бейтаныш отнесли к Подгородне-Петровской волостии но в «…Памятных книжках…» за 1892 и 1900 год паселение Бейтаныш не значится. Лишь по Статистическому справочнику Таврической губернии. Ч.II-я. Статистический очерк, выпуск шестой Симферопольский уезд, 1915 год, в Подгородне-Петровской волости Симферопольского уезда числилось 2 экономии Бейтаниш: Гросса Г. Г. — 1 двор с немецким населением без приписных жителей, но с 11 — «посторонними» и Гросса О. И. — 1 двор без населения. Согласно списку 1915 года «…русских подданных из австрийских, венгерских или германских выходцев» землевладельцев, опубликованном в газете «Таврические губернские ведомости» в апреле 1915 года, при деревне Бетанеш значатся Гросс Генрих Готлибович, владевший 270 десятинами пахотной земли и ещё 11 крымских немцев, имевших в общем владении 630 десятин 2100 квадратных саженей также пахотной земли

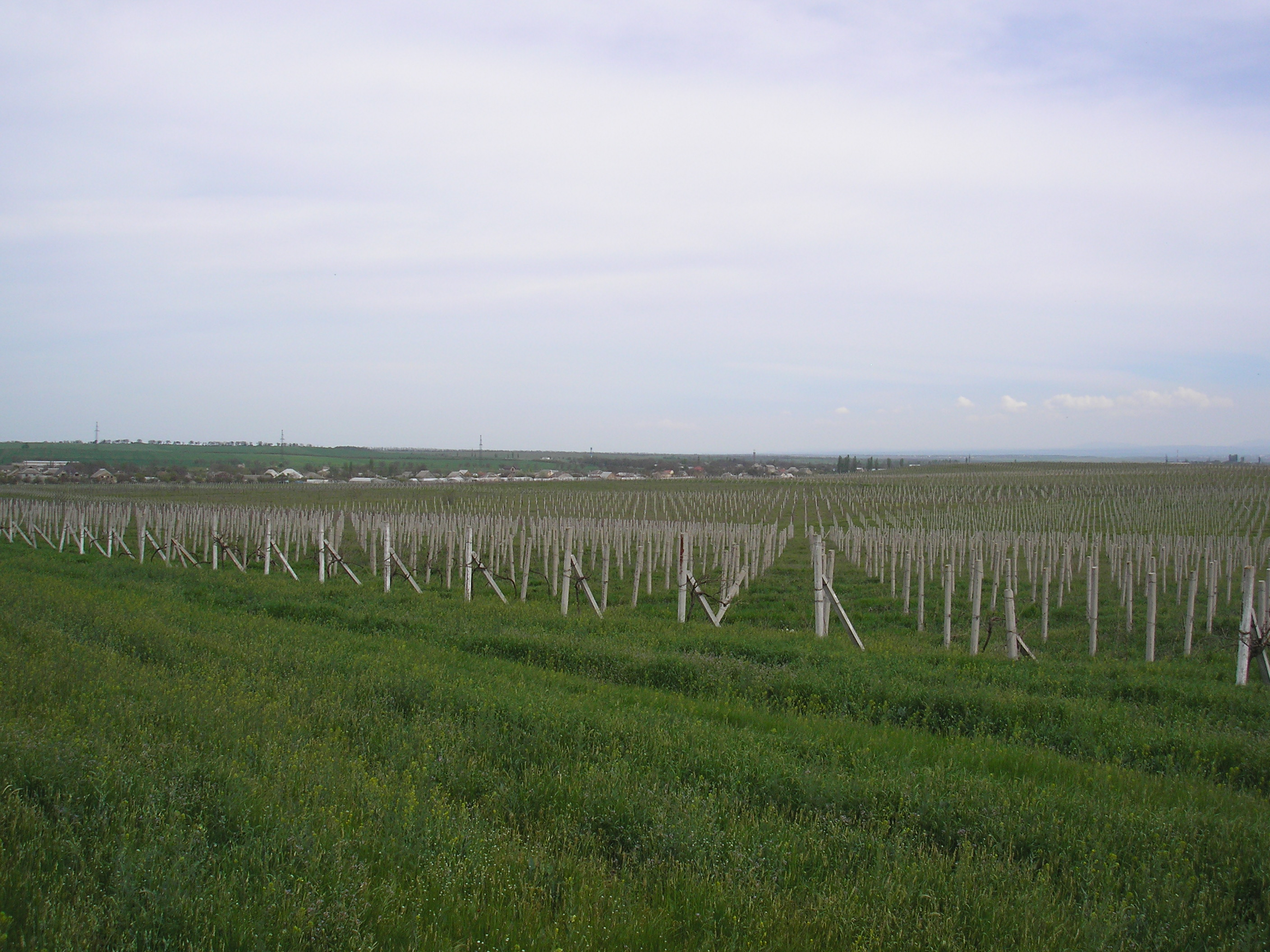

После установления в Крыму Советской власти, по постановлению Крымревкома от 8 января 1921 года была упразднена волостная система и село включили в состав вновь созданного Сарабузского района Симферопольского уезда, а в 1922 году уезды получили название округов. 11 октября 1923 года, согласно постановлению ВЦИК, в административное деление Крымской АССР были внесены изменения, в результате которых был ликвидирован Сарабузский район и образован Симферопольский и село включили в его состав. В 1925 году, когда советские власти приступили к организованному переселению евреев в Крым, была образована колония Основа (на месте экономии Бейтаныш), позже переименованная в Первомайскую.
Согласно Списку населённых пунктов Крымской АССР по Всесоюзной переписи 17 декабря 1926 года, в колонии Первомайская, (бывший Бейтаныш, бывшая Основа) Шунукского сельсовета (в справочнике ошибочно Шумхайского) сельсовета Симферопольского района, числилось 26 дворов, из них 23 крестьянских, население составляло 108 человек, из них 76 евреев, 22 русских, 7 немцев, 3 украинцев. На 1 января 1941 года село уже было центром Первомайского сельсовета. Вскоре после начала отечественной войны часть еврейского населения Крыма была эвакуирована, из оставшихся под оккупацией большинство расстреляны.
После освобождения Крыма, 12 августа 1944 года было принято постановление № ГОКО-6372с «О переселении колхозников в районы Крыма» и в сентябре 1944 года в район приехали первые новосёлы (214 семей) из Винницкой области, а в начале 1950-х годов последовала вторая волна переселенцев из различных областей Украины. С 25 июня 1946 года в составе Крымской области РСФСР. В 1948 году по решению исполкома было проведено укрупнение сельсоветов, в результате село было передано Краснозорненскому сельсовету. В 1950 году соседние сёла Первомайское, Искра и Калинино были включены в колхоз «1 мая», объединённый в 1956 году с колхозом им. Кирова, в 1962 году преобразованный в совхоз. 26 апреля 1954 года Крымская область была передана из состава РСФСР в состав УССР. Решением облисполкома от 10 августа 1954 года Первомайский сельсовет был объединён с Урожайновским. Решением Крымоблисполкома от 8 сентября 1958 года № 834 к Первомайскому присоединили расположенные рядом сёла: Искра и Калинино (согласно справочнику «Крымская область. Административно-территориальное деление на 1 января 1968 года» — в период с 1954 по 1968 год.
Указом Президиума Верховного Совета УССР «Об укрупнении сельских районов Крымской области», от 30 декабря 1962 года Симферопольский район был упразднён и село присоединили к Бахчисарайскому. 1 января 1965 года, указом Президиума ВС УССР «О внесении изменений в административное районирование УССР — по Крымской области», вновь включили в состав Симферопольского.
С 1966 года в селе центральная усадьба совхоза «Заря». Решением Крымского областного Совета депутатов трудящихся от 7 февраля 1972 года № 69 вновь образован Первомайский сельсовет. На 1974 год в Первомайском числилось 1806 жителей. С 12 февраля 1991 года село в восстановленной Крымской АССР, 26 февраля 1992 года переименованной в Автономную Республику Крым. С 21 марта 2014 года в составе Крыма аннексировано Россией.